# تظاهرات حمایت از دونالد ترامپ

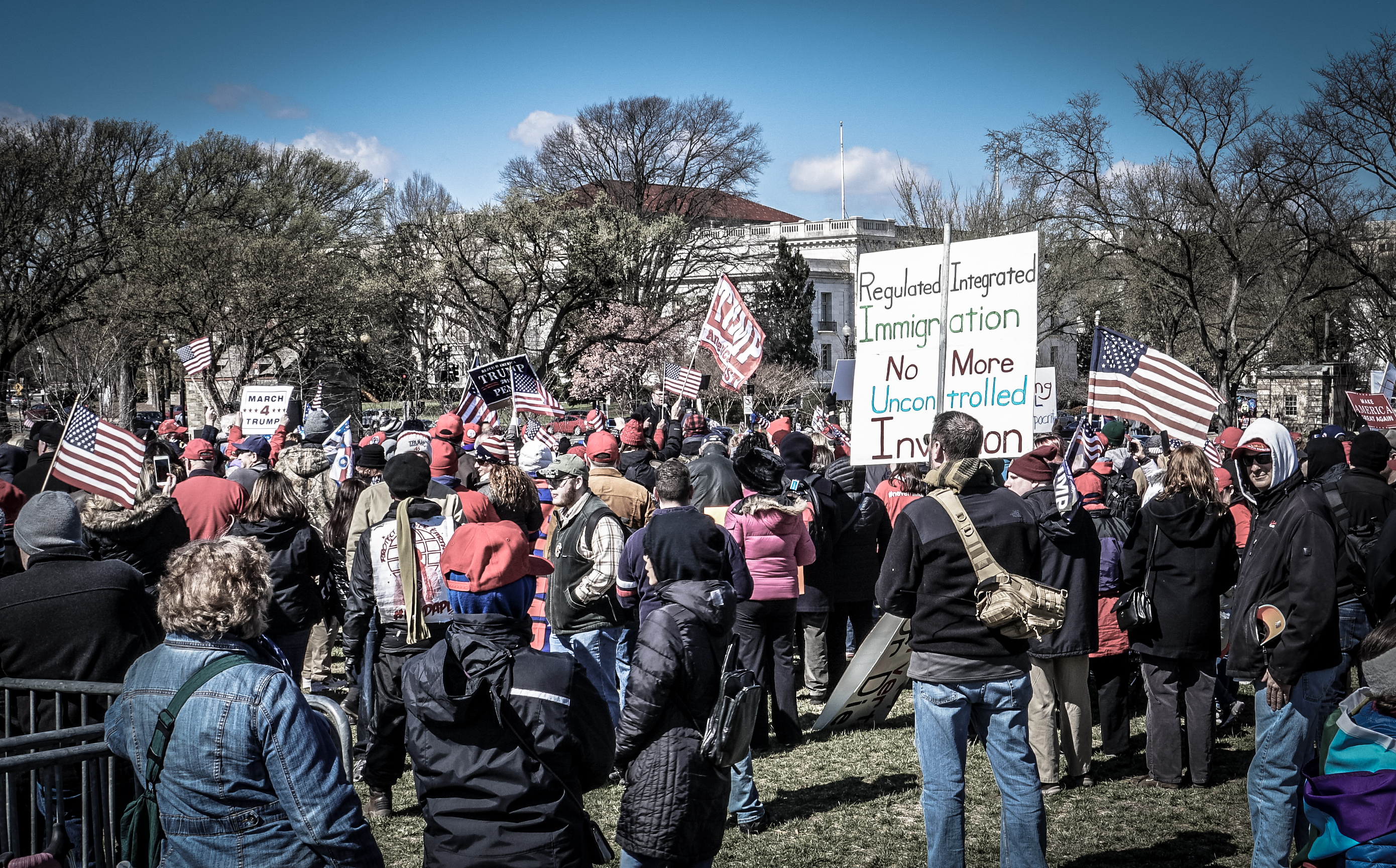
تظاهرات ۴ مارس ۲۰۱۷ ترامپ در واشینگتن، دی.سی.

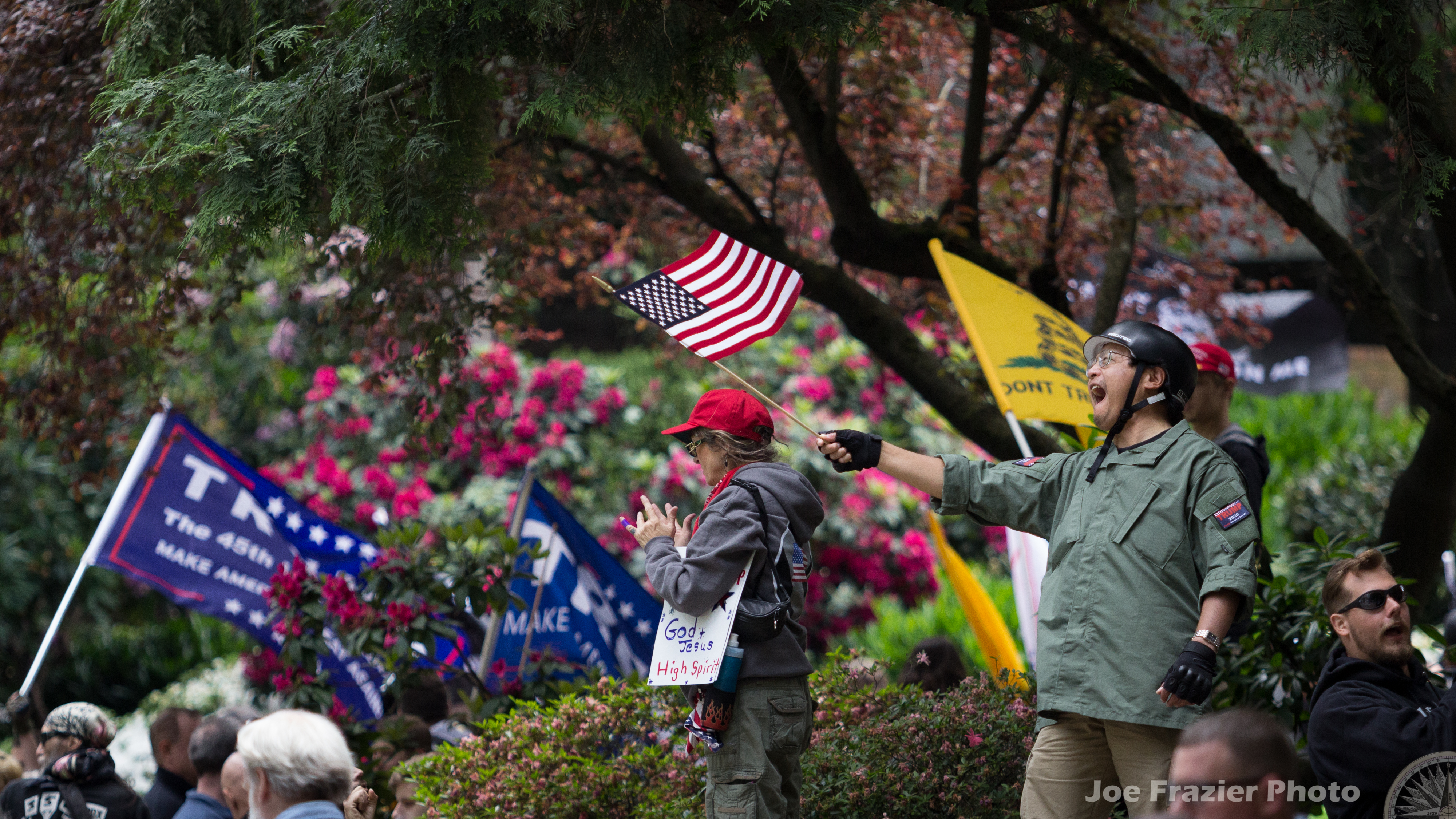
رالی ترامپ سخنرانی آزاد مشارکت کنندگان پورتلند، اورگن، در ژوئن ۲۰۱۷

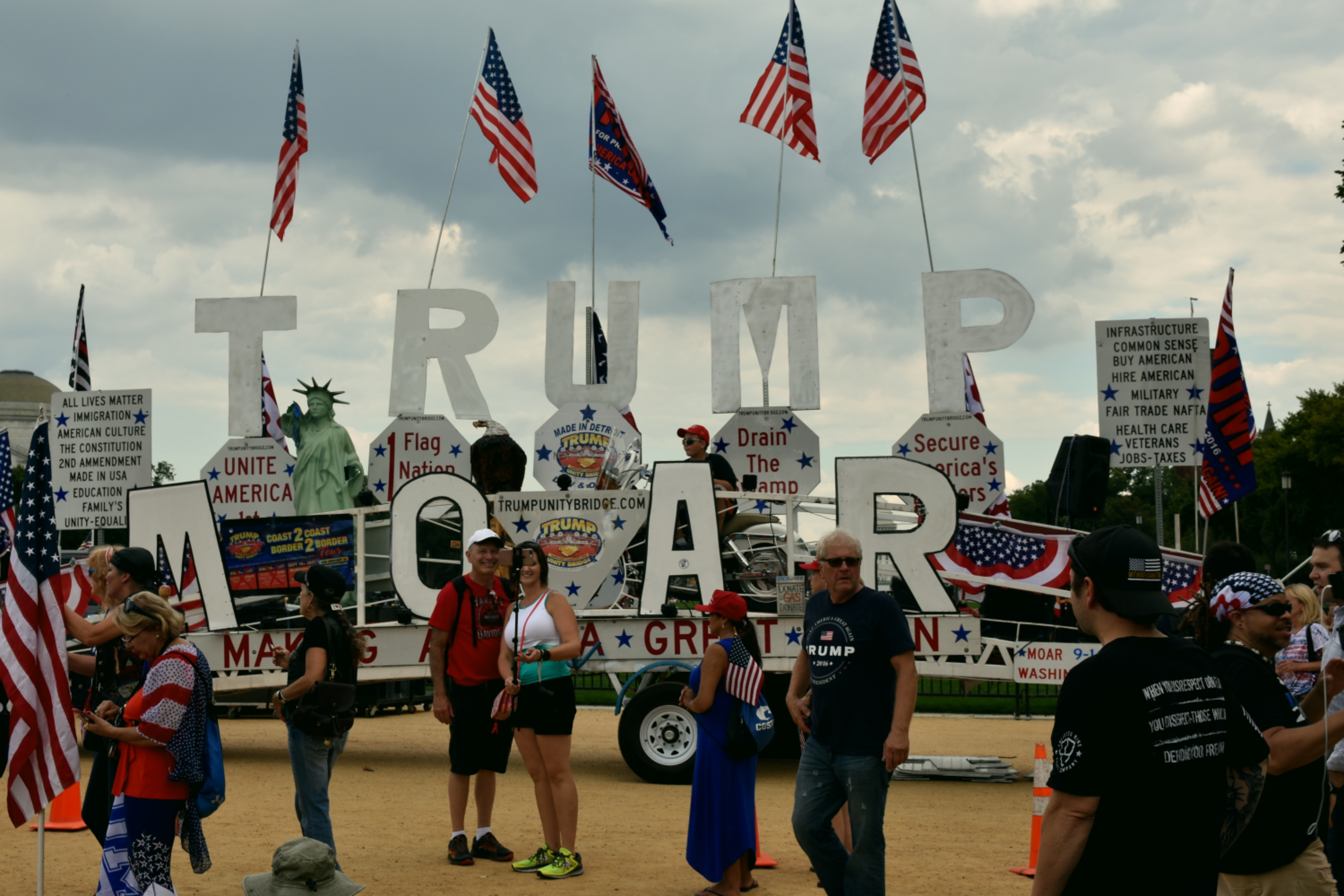
پل متحرک اتحاد ترامپ در مادر رالی‌ها در واشینگتن، دی.سی. سپتامبر ۲۰۱۷

تظاهرات در حمایت از دونالد ترامپ (انگلیسی: Demonstrations in support of Donald Trump) در مکان‌های مختلفی در آمریکا برگزار شد. به دنبال گمانه‌زنی نامزدی مجدد ترامپ به عنوان رئیس‌جمهور در تاریخ ۲۰ ژانویه ۲۰۱۷. تظاهرات مقدماتی کمپین ریاست جمهوری در حمایت از ترامپ منجمله روی پل یدک‌کش که به پل اتحاد موسوم است در سراسر ایالات متحده در حمایت از رئیس‌جمهور ترامپ چرخیده‌است.

## تظاهرات دوران ریاست‌جمهوری ترامپ

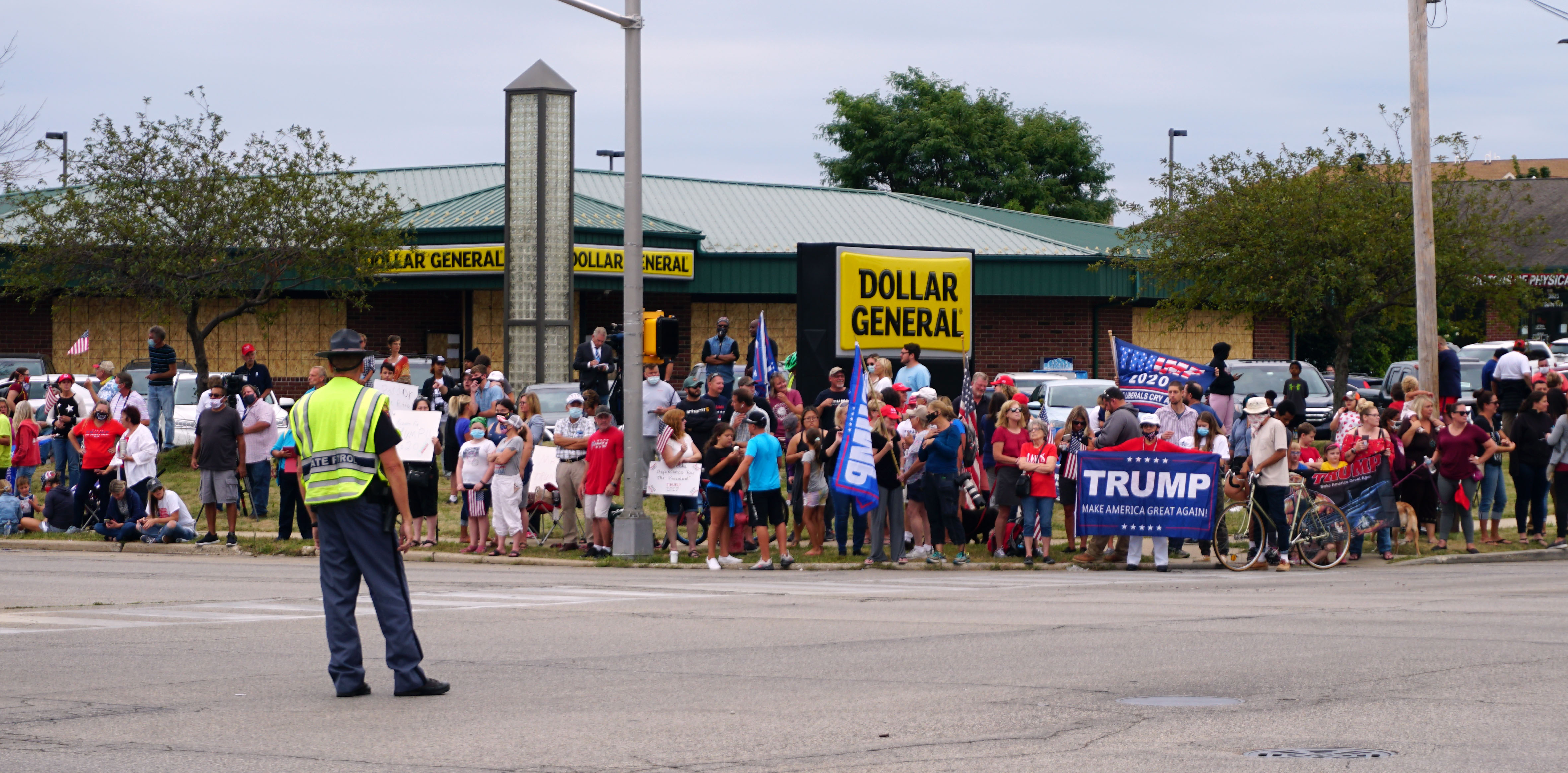
تجمع برای حمایت از دونالد ترامپ

گرچه مجموعه تظاهراتی تحت عنوان «روح آمریکا» در حمایت از ترامپ در تاریخ ۲۷ ژانویه ۲۰۱۷ در سراسر آمریکا برگزار شد، ولی نتوانست جمعیت زیادی را به خود جذب کند، اما برخی از تظاهرات جمعیت قابل ملاحظه‌ای داشت. اما در تظاهرات ۴ مارس، که به صورتی سازمان‌یافته بالغ بر دوازده تظاهرات در سراسر ایالات متحده برگزار گردید سازماندهی‌اش توسط حامیان میهن‌پرست ترامپ با برپایی بحث آزاد در پورتلند، اورگن،صورت گرفت که البته درگیری‌ها و با اعتراض مخالفان روبرو شد. در ادامه تظاهرات بزرگی تحت عنوان مادر تمام رالی‌ها در تاریخ ۱۶ سپتامبر در بازار ملی واشینگتن، دی.سی. برگزار شد که چند صد نفر شرکت کننده داشت.
در ژوئیه ۲۰۱۸، در جریان سفر رئیس‌جمهور ترامپ به بریتانیا، تظاهراتی در حمایت تلویحی از فعال راستگر تامی رابینسون و ترامپ برگزار شد. یک روز پس از آنکه در تظاهرات بزرگی که با رفتن رئیس‌جمهور آمریکا به بحرین مخالفت کردند تظاهراتی در حمایت از دونالد ترامپ در بریتانیا برگزار شد. از ابتدا برنامه‌ریزی شده بود که طرفداران دونالد ترامپ با هواداران ای دی ال باهم ادغام شوند. معترضان طرفدار ترامپ همزمان در حمایت از ایالات متحده همراه با هواداران رابینسون از تامی رابینسون حمایت کردند.
یک روز قبل از برگزاری تظاهرات حمایت از ترامپ، اسکاتلند یارد اعلام کرده بود بدنبال خشونتی که در تظاهرات حمایت از آزادی تامی رابینسون رخ داده بود به منظور جلوگیری از اختلال در لندن، محدودیت‌هایی را در شهر لندن اعمال خواهد کرد. در این دستور اعلام شده بود که وسیله نقلیه ای در مسیر تظاهرات قرار نخواهد گرفت و دو گروه از معترضین مجبور به عبور از مسیر معبد به وایت‌هال بودند. حتی هنگامی که این دو گروه تظاهر کننده به هم پیوستند، آقای ترامپ در سخنرانی عمومی خود هیچ اشاره ای به زندانی کردن تامی رابینسون نکرد. با این وجود، پسرش دونالد ترامپ جونیور پشتیبانی خود را از افراط گرایان در توییتر ابراز کرد. در این تظاهرات همچنین، پل گوسار نماینده کنگره از حزب جمهوریخواه، همچنین استیون بنون استراتژیست ارشد سابق کاخ سفید و استیو بنون در تجمع آزاد کردن تامی رابینسون حضور داشتند و بنون پیامی را در حمایت از آزادی تامی رابینسون قرائت کرد.